# Wagria
Wagria es una península situada al noreste de Holstein, en el estado alemán de Schleswig-Holstein, correspondiente a los distritos de Holstein Oriental y Plön. Su nombre deriva de la tribu lechita Wagri.